# Thương mại công bằng

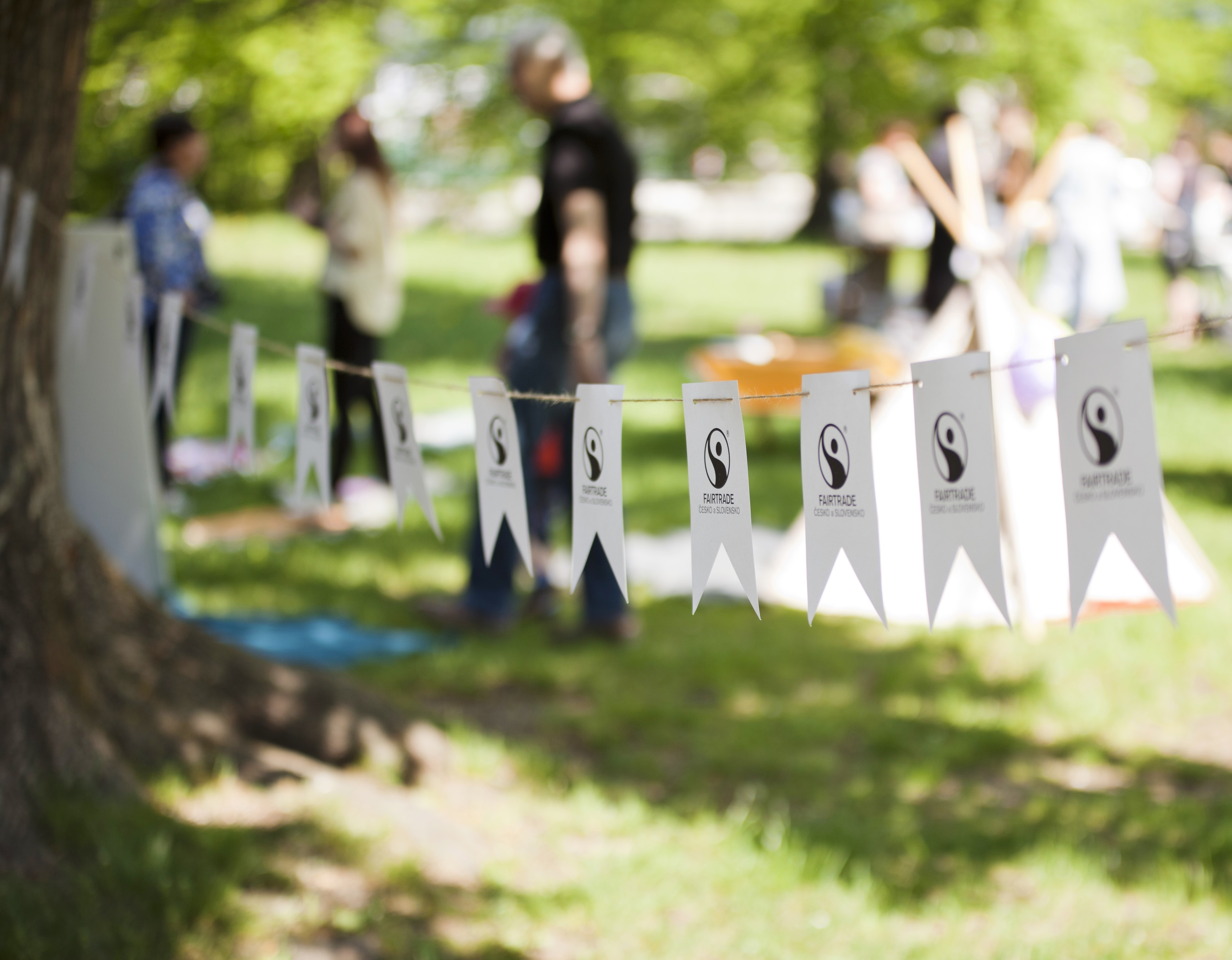
Biểu trưng của mậu dịch công bằng

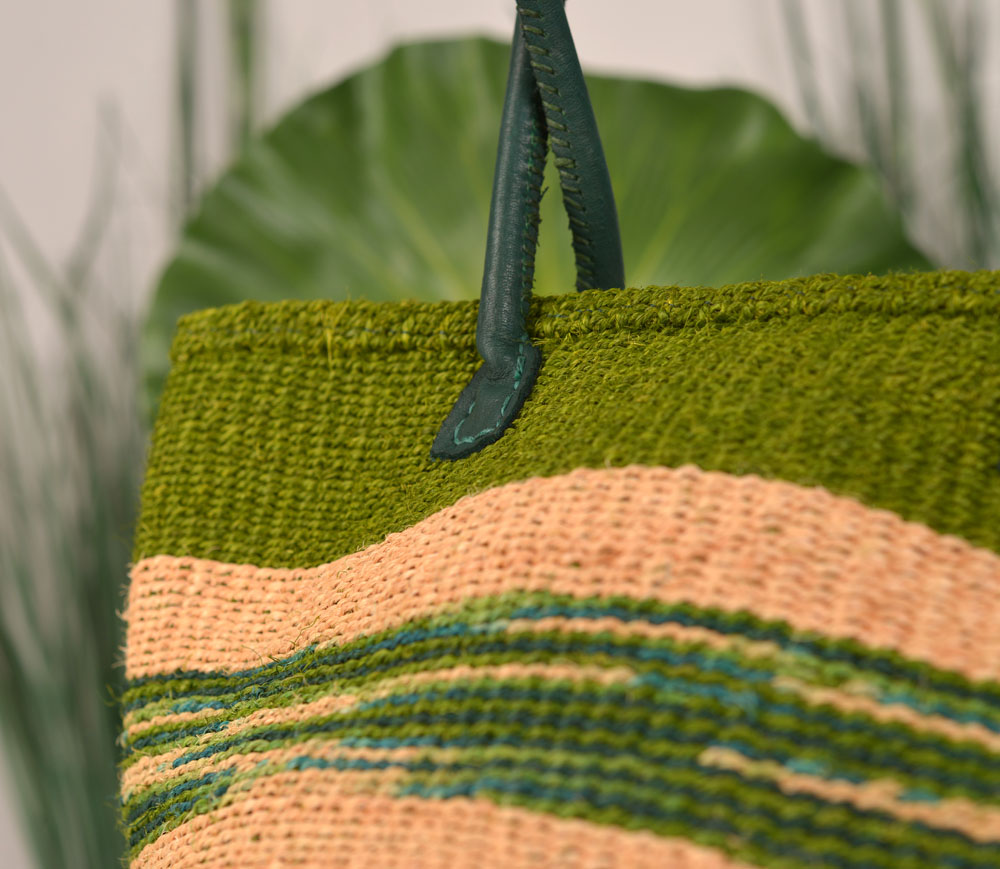
Một sản phẩm túi xách thủ công mỹ nghệ được gán nhãn thương mại công bằng

Thương mại công bằng hay mậu dịch công bằng (tiếng Anh: fair trade) là một thỏa thuận thương mại được thiết lập để giúp các nhà sản xuất ở các nước đang phát triển đạt được các mối quan hệ thương mại bền vững và công bằng. Phong trào thương mại công bằng kết hợp việc trả giá cao hơn cho các nhà xuất khẩu với việc cải thiện các tiêu chuẩn xã hội và môi trường. Phong trào này tập trung đặc biệt vào các mặt hàng hoặc sản phẩm thường được xuất khẩu từ các nước đang phát triển sang các nước phát triển nhưng cũng được sử dụng ở các thị trường trong nước (ví dụ: Brazil, Vương quốc Anh và Bangladesh), đáng chú ý nhất là đối với hàng thủ công mỹ nghệ, cà phê, ca cao, rượu vang, đường, trái cây, hoa và vàng. Đây là một mô hình thương mại xã hội đặt mục tiêu đảm bảo rằng người sản xuất là những người ở các quốc gia đang phát triển, được trả giá công bằng cho sản phẩm và lao động của họ. Mô hình này không chỉ nhấn mạnh về việc tạo ra một nền kinh tế công bằng mà còn cung cấp sự hỗ trợ cho cộng đồng và bảo vệ môi trường, cũng như xây dựng và phát triển hệ thống thương mại toàn cầu dựa trên nguyên tắc bình đẳng trong sản xuất và kinh doanh, tôn trọng môi trường sống bền vững, góp phần vào sự phát triển bền vững từ những điều kiện thương mại lành mạnh và đảm bảo quyền lợi của các nhà sản xuất và các lao động khó khăn vùng sâu vùng xa.
Các tổ chức dán nhãn thương mại công bằng thường sử dụng định nghĩa thương mại công bằng do FINE, một hiệp hội không chính thức của bốn mạng lưới thương mại công bằng quốc tế, phát triển: Tổ chức nhãn hiệu thương mại công bằng quốc tế, Tổ chức thương mại công bằng thế giới (WFTO), Mạng lưới các cửa hàng thế giới châu Âu và Hiệp hội thương mại công bằng châu Âu (EFTA). Theo định nghĩa này, thương mại công bằng là quan hệ đối tác thương mại dựa trên đối thoại, minh bạch và tôn trọng, nhằm tìm kiếm sự công bằng hơn trong thương mại quốc tế. Các tổ chức thương mại công bằng, được người tiêu dùng ủng hộ, hỗ trợ nhà sản xuất, nâng cao nhận thức và vận động thay đổi các quy tắc và thông lệ của thương mại quốc tế thông thường. Có một số tổ chức chứng nhận thương mại công bằng được công nhận, bao gồm Fairtrade International (trước đây gọi là FLO, Tổ chức ghi nhãn thương mại công bằng quốc tế), IMO, Make Trade Fair và Eco-Social. Ngoài ra, Fair Trade USA, trước đây là cơ quan cấp phép cho nhãn hiệu Fairtrade International, đã thoát khỏi hệ thống và triển khai chương trình ghi nhãn thương mại công bằng của riêng mình, mở rộng phạm vi thương mại công bằng để bao gồm các hộ nông dân nhỏ và điền trang (estates) độc lập cho tất cả các loại cây trồng. Năm 2008, Fairtrade International đã chứng nhận khoảng (3,4 tỷ euro) sản phẩm. Thương mại điện tử công bằng là một bộ phận của thương mại công bằng nhằm xây dựng và phát triển hệ thống thương mại điện tử dựa trên nguyên tắc bình đẳng trong đầu tư, sản xuất, trao đổi hàng hóa, thực hiện các dịch vụ thương mại nhằm mục đích lợi nhuận với điều kiện tôn trọng môi trường phát triển bền vững.